# A Perfect Family
Pour plus de détails, voir Fiche technique et Distribution.
A Perfect Family (En helt almindelig familie) est un film danois réalisé par Malou Reymann, sorti en 2020.

## Synopsis
Emma, une jeune fille passionnée de football apprend lors d'un repas que son père s'identifie comme une femme et se fera désormais appeler Agnete.

## Fiche technique
- Titre : A Perfect Family
- Titre original : En helt almindelig familie
- Réalisation : Malou Reymann
- Scénario : Malou Reymann, Rune Schjøtt et Maren Louise Käehne
- Photographie : Sverre Sørdal
- Montage : Ida Bregninge
- Production : Matilda Appelin et Rene Ezra
- Société de production : Nordisk Film Production, Danmarks Radio et Orange Valley Production
- Société de distribution : Haut et Court (France)
- Pays :  Danemark
- Genre : Drame
- Durée : 97 minutes
- Dates de sortie : 
  - Danemark : 20 février 2020
  - France : 19 août 2020

## Distribution
- Kaya Toft Loholt : Emma
- Mikkel Boe Følsgaard : Agnete
- Rigmor Ranthe : Caroline
- Neel Rønholt : Helle
- Jessica Dinnage : Naja
- Hadewych Minis : Petra
- Tammi Øst : Vibeke
- Kristian Halken : le grand-père
- Peter Zandersen : Peter Toastmaster
- Omar Abdel-Galil : Youssef
- Shireen Rasool Elahi Panah : Sofia
- Wilfred Schandorff Worsøe : Casper
- Rikke Bilde : Jeanette
- Sara Bonde Tuxen : Sara

## Distinctions
Le film a été nommé pour quatre prix Bodil et en a obtenu deux : meilleure actrice pour Kaya Toft Loholt et prix du talent pour la réalisatrice Malou Reymann. Il a également été pour neuf prix Robert et en a reçu deux : meilleur film jeunesse et meilleurs maquillages.